# Lachnochaitophorus
Lachnochaitophorus är ett släkte av insekter. Lachnochaitophorus ingår i familjen långrörsbladlöss.
Kladogram enligt Catalogue of Life:
| Lachnochaitophorus | \| \| Lachnochaitophorus obscurus \| \| \| \| \| \| Lachnochaitophorus querceus \| \| \| \| |
|                    | \| \| Lachnochaitophorus obscurus \| \| \| \| \| \| Lachnochaitophorus querceus \| \| \| \| |
|                    | Lachnochaitophorus obscurus                                                                 |
|                    |                                                                                             |
|                    | Lachnochaitophorus querceus                                                                 |
|                    |                                                                                             |